# Переконання (вплив)
Переконання, також переконування, мистецтво переконання, або персва́зія — це спосіб впливу з використанням логічних та емоційних (психологічних) аргументів, який люди мають один на одного — зміна чиїхось переконань, рішень чи дій через аргументацію або прохання. Це свідоме вживання письмового або усного слова, образу тощо з метою ефективного впливу на чиїсь переконання, погляди, рішення; здобуття чиєїсь підтримки, схвалення пропонованих поглядів, способів поведінки, намірів, ухвал. Першочерговим завданням персвазії є не стільки логічно правильно довести слушність певних поглядів, скільки результативно переконати в цьому якомога більшу кількість осіб.

## Походження
Персвазія лат. persuasio — умовляння; лат. persuadere — намовляти, переконувати; англ. persuasion [pə`sweizn] — переконування, намова, умовляння).
Від терміна «персвазія» творять похідні: персвазивний (персвазивна комунікація, персвазивне повідомлення, персвазивний матеріал, персвазивна дія), персвазивність (журналістики).
За Зведеним словником застарілих та маловживаних слів: персвазія — умовляння; персвадувати — переконати, персвадуєш — переконуєш 
У книзі «Прихована персвазія» автори Kevin Hogan і James Speakman використовують давні й сучасні значення цього терміна: «тлумачення комусь чогось, вмовляння, відраджування, переконування когось в чомусь, персвадування».

## Зв'язки з іншими поняттями
Дослідники персвазії застерігають не плутати персвазію із маніпуляцією (лат. manipulatio — підступ, маневр). Метою маніпуляції є вплинути (шляхом інспірованих дій та ошуканства) на вчинки особи чи групи осіб на користь маніпуляторів. Засобами маніпуляції можуть бути зміст і способи передавання інформації, замовчування, фільтрування фактів, підтасування статистики. Персвазивні дії, навпаки, впливають «чистими» засобами та з позитивною інтенцією. Вони є ефективним чинником уникнення суперечностей.
Персвазія тісно пов'язана з аксіологією (грец. αξια — цінність) — наукою про теорію цінностей, їх природу та зв'язки між собою, соціальними та культурними чинниками і структурою особистості. Аксіологію називають наукою «про цінності освіти, у яких представлена система значень, принципів, норм, канонів, ідеалів, що регулюють взаємодію в освітній сфері. Проблема цінностей і моралі в особливо гострій формі виникає в суспільстві, де культурні традиції та ідеологічні настанови дискредитовані» (Розов Н. С. Ценности в проблемном мире: философские основания и социальные приложения конструктивной аксиологии. — Новосибирск: НГУ, 1998. — С. 108.).

## Використання
Персвазивна (переконувальна) комунікація — різновид масової комунікації, завданням якого є переконування у власній правоті, апелювання до когось зайняти чітку позицію, принципово діяти, пропонувати бажані інтерпретації та оцінки, раціонально обґрунтовувати слушність певних поглядів.